# Веселин Янчев
Веселин Костов Янчев е български историк, преподавател по Нова българска история в Историческия факултет на Софийския университет „Св. Климент Охридски“. Негов брат е настоящият кмет на Малко Търново – Илиян Янчев.

## Биография
Веселин Янчев е роден на 30 януари 1963 г. в Малко Търново. През 1981 г. завършва средното си образование в Малко Търново, а през 1986 г. завършва специалност история в Софийския университет. От 1991 г. е доктор по история. В периода 1991 – 1993 г. е преподавател по история в 133 СОУ „Александър Сергеевич Пушкин“ в София. През 1993 – 1999 г. работи в Националния център за военна история, където е старши научен сътрудник I степен по проблемите на военната политика до Втората световна война. От 1999 г. е старши асистент в катедра по История на България в Историческия факултет на Софийския университет, от 2001 г. е главен асистент, а от 2005 г. е доцент. През 2015 г. става професор по Нова българска история.

## Публикации

### Монографии
- Из историята на Съюза на запасните офицери (1907-1944 г.) и СОСЗ в България. С., 1997, съавтор: Н. Нешев.
- Офицери без пагони. Съюзът на запасните офицери в България 1907-1945 г. С., 2000.
- Bulgarian Parliament and Bulgarian Statehood. 125 Years National Assembly 1879-2005. Sofia, 2005. В съавторство с Иван Илчев и Валери Колев.
- Армия, обществен ред и вътрешна сигурност. Българският опит 1878-1912. ИФ- 94, 2006.
- Българската армия в Първата световна война. I том 1915-1916., С., б.г. В съавторство с: Ст. Станчев, Н. Стоименов, И. Криворов, Д. Зафиров, Т. Петров.
- Армия, обществен ред и вътрешна сигурност. Българският опит 1878-1912. (Army, Social Order and Domestic. The Bulgarian Experience 1878-1912). С., 2006.
- История. Справочник. С., 2006. (В съавт. с Б. Гаврилов, К. Грозев, Г. Якимов).

### Статии
- Създаване и начална дейност на Съюза на запасните офицери в България 1907-1915 г. – ВИС, 3, 1994.
- Съюзът на запасните офицери в България — идеология и идейни конфликти 1907-1925 г. – Български военен преглед, Изв. бр., 1995. Публикувана и на френски, английски и немски език.
- Политическите партии в България и Първата световна война — Български военен преглед, Изв. бр., 1995. Публикувана и на френски, английски и немски език.
- Социалното състояние на българската държава през 1913-1915 г. – ВИС, 6, 1996.
- Контролът в Българската държава след Освобождението. „Гражданинът и институцията“, С., 1996; същото и в: „Власт. Граждани. Политици. Конфликтите в българското общество.“, С., 1997, съавтор: В. Колев.
- Войската и гражданските власти 1878-1912 г. – Сб. Модерна България. София, 1999.
- Die Armee im öffentlichen Raum Bulgariens 1878-1912. – Öffentlichkeit ohne Tradition. Bulgariens Aufbruch in die Moderne. Peter Lang, Frankfurt am Main, 2003.
- Възникване на Солунския фронт. – Във: Иронията на историка. Сб. в памет на професор Милчо Лалков. С., 2004.
- Професионалният конспиратор Дамян Велчев. – Във: Български държавници. С., 2005.
- Руската концепция за българската армия след Освобождението. – Минало, 2005, № 3.
- Армията срещу селяните?! Събитията от 1900 година. – Във: Преломни времена. Юбилеен сборник в чест на 65-годишнината на проф. Любомир Огнянов. С., 2006, 172-188.
- Апология на българската социалдемокрация (1891-1944 г.). – Във: Изследвания по история на социализма в България. 1891-1944. Т.1, С., 2008, 142-244.
- Княз Александър I и битката му с руските генерали. – История, 2008, № 5-6
- Княз Александър I, армията и Русия. 1879-1885. – Във: Третото Българско Царство. 1879-1946. Сборник доклади. С., 2009.